# Loraine Boettner
Loraine Boettner ( /b ɛ t n ər / 7 mars 1901-3 janvier 1990) est un théologien américain, professeur et auteur dans la tradition réformée. Il est surtout connu pour ses travaux sur la prédestination, le catholicisme romain et l'eschatologie post-millénaire.

## Biographie
Boettner est né le 7 mars 1901 à Linden, Missouri. Son père, William Boettner, est directeur d'école chrétienne et est né à Schwartzenhazel, en Allemagne . Il fréquente l'église de son père jusqu'à l'âge de dix-huit ans, date à laquelle il rejoint l'église de sa mère, l'Église méthodiste du centenaire. Boettner fréquente les écoles primaires Lone Cedar et Fairview, avant d'aller à l'école secondaire Tarkio. En 1917, il étudie l'agriculture à l'Université du Missouri en Colombie . Un an plus tard, il est transféré au Tarkio Presbyterian College, où, en 1925, il obtient un baccalauréat en sciences.
À l'automne 1925, Boettner entre au Princeton Theological Seminary, obtenant son diplôme en 1928 avec un Th.B. L'année suivante, il obtient un Th.M . Sa thèse de maîtrise forme la base de la doctrine réformée de la prédestination . De 1929 à 1937 Boettner enseigne au Pikeville College (Université de Pikeville) dans l'est du Kentucky, où il rencontre sa femme, également enseignante. En 1933, le professeur Boettner reçoit un doctorat honorifique en théologie du Tarkio College. En 1937, les Boettner quittent Pikeville pour Washington DC, où il travaille pour la Bibliothèque du Congrès. De 1942 à 1947, il est employé par le ministère du Revenu interne.
En 1948, les Boettner rejoignent les sœurs de Boettner à Los Angeles, en Californie, car elles lui ont proposé de l'aider à le soigner, en raison de sa santé déclinante . En 1957, le Tarkio College lui décerne également un doctorat honorifique en lettres. À la mort de sa femme, en 1958, Boettner retourne dans son État d'origine, s'installant à Rock Port, Missouri, où il reste jusqu'à sa mort.
Il est membre de l'Église presbytérienne orthodoxe.
Alors que sa vocation quotidienne n'est pas la théologie ou les études bibliques, il continue à écrire et à publier des livres jusqu'à sa mort, dont les plus réussis sont La doctrine réformée de la prédestination et le catholicisme romain, le commentaire critique de Boettner sur la foi catholique romaine. Ce livre est appelé par ses critiques "La Bible anti-catholique" en raison du but de l'auteur de s'opposer à l'Église catholique, qui, selon les érudits catholiques, "a gravement compromis son objectivité intellectuelle" . Une récente étude de doctorat (catholique) prétend que la recherche effectuée par Boettner dans le catholicisme romain «est tout simplement fragile» et utilise des clichés anticatholiques anciens et réfutés .
La doctrine réformée de la prédestination et de l' immortalité est traduite en chinois par Charles H. Chao (1952, 1962), en allemand par Ivo Carobbio et en japonais .

## Travaux
- The Christian Attitude Towards War (1st ed. 1940, 3rd ed. 1985)  (ISBN 978-0-87552-118-3)
- The Reformed Doctrine of Predestination (1932)  (ISBN 978-0-87552-112-1)
- Harmony of the Gospels (1933) (1976)  (ISBN 978-0-87552-132-9)
- A Summary of the Gospels (1934)
- The Inspiration of the Scriptures (1940)
- The Atonement (1941)
- The Person of Christ (1943)
- Studies in Theology (1947)  (ISBN 978-0-87552-115-2)
- A history of the Boettner family (1954)
- Immortality (1956)  (ISBN 978-0-87552-146-6)
- The Millennium (1957) revised ed. (1984)  (ISBN 978-0-87552-128-2)
- Divorce (1960)  (ISBN 978-0-87552-126-8)
- Roman Catholicism (1962) revised ed. (1966)  (ISBN 978-0-85151-082-8)
- The Mass (1966)
- The Reformed Faith (1983)  (ISBN 978-0-87552-122-0)